# Râul Copăcioasa, Valea Rea
Râul Copăcioasa este un afluent al râului Valea Rea.